# Distrito de Chirimoto
El distrito de Chirimoto es uno de los doce que conforman la provincia de Rodríguez de Mendoza, ubicada en el departamento de Amazonas, en el Norte del Perú. Limita por el Norte con el distrito de Totora, el distrito de Mílpuc y el distrito de Omia; por el Este y por el Sur con el departamento de San Martín y; por el Oeste con el distrito de Limabamba.
Desde el punto de vista jerárquico de la Iglesia católica forma parte del Diócesis de Chachapoyas.

## Historia
El distrito fue creado el 31 de octubre de 1932 mediante Ley N.º 7626, en el gobierno del Presidente Luis Miguel Sánchez Cerro.

## Geografía
Abarca una superficie  de 153 km² y tiene una población estimada mayor a 1 000 habitantes. 
Su capital es el centro poblado de Chirimoto.

## Autoridades

### Municipales
- 2015 - 2018[2]
  - Alcalde: Yerson Díaz Urbina, del Movimiento Regional Fuerza Amazonense.
- 2011 - 2014
  - Alcalde: Víctor Raúl Ampuero López, Movimiento Regional Fuerza Amazonense (FA).

### Policiales
- Comisario: Mayor PNP Tomás Herrera Silva.

### Religiosas
- Obispo de Chachapoyas: Monseñor Emiliano Antonio Cisneros Martínez, OAR.[3]